# Aleksandar Jovičić
Aleksandar Jovičić (wym. [ǎleksandar jǒʋitʃitɕ]; ur. 18 lipca 1995 w Banja Luce) – bośniacki piłkarz grający na pozycji środkowego obrońcy w chorwackim klubie HNK Gorica oraz reprezentacji Bośni i Hercegowiny.